# Ierland op de Olympische Zomerspelen 2020
Ierland nam deel aan de Olympische Zomerspelen 2020 in Tokio, Japan.

## Medailleoverzicht
| Medaille | Naam                                                  | Sport  | Onderdeel              | Datum      |
| -------- | ----------------------------------------------------- | ------ | ---------------------- | ---------- |
| Goud     | Paul O'Donovan Fintan McCarthy                        | Roeien | lichte dubbel-twee (m) | 29 juli    |
| Goud     | Kellie Harrington                                     | Boksen | lichtgewicht (v)       | 8 augustus |
|          |                                                       |        |                        |            |
| Brons    | Aifric Keogh Eimear Lambe Fiona Murtagh Emily Hegarty | Roeien | vier-zonder (v)        | 28 juli    |
| Brons    | Aidan Walsh                                           | Boksen | weltergewicht (m)      | 1 augustus |

## Atleten
Hieronder volgt een overzicht van de atleten die zich reeds verzekerden van deelname aan de Olympische Zomerspelen 2020.
| sport            | mannen | vrouwen | totaal |
| ---------------- | ------ | ------- | ------ |
| Atletiek         | 13     | 12      | 25     |
| Badminton        | 1      | 0       | 1      |
| Boksen           | 4      | 3       | 7      |
| Golf             | 2      | 2       | 4      |
| Gymnastiek       | 1      | 1       | 2      |
| Hockey           | 0      | 16      | 16     |
| Judo             | 1      | 1       | 2      |
| Kanovaren        | 1      | 0       | 1      |
| Moderne vijfkamp | 0      | 1       | 1      |
| Paardensport     | 5      | 2       | 7      |
| Roeien           | 4      | 9       | 13     |
| Rugby            | 12     | 0       | 12     |
| Schietsport      | 1      | 0       | 1      |
| Schoonspringen   | 1      | 1       | 2      |
| Taekwondo        | 1      | 0       | 1      |
| Triatlon         | 1      | 1       | 2      |
| Wielersport      | 5      | 2       | 7      |
| Zeilen           | 2      | 1       | 3      |
| Zwemmen          | 6      | 3       | 9      |
| totaal           | 61     | 55      | 116    |

## Medailleoverzicht
| Sport  | Olympiër(s)                                           | Onderdeel              | Medaille |
| ------ | ----------------------------------------------------- | ---------------------- | -------- |
| Boksen | Kellie Harrington                                     | Lichtgewicht (v)       | Goud     |
| Roeien | Paul O'Donovan Fintan McCarthy                        | Lichte dubbel-twee (m) | Goud     |
| Boksen | Aidan Walsh                                           | weltergewicht (m)      | Brons    |
| Roeien | Aifric Keogh Eimear Lambe Fiona Murtagh Emily Hegarty | Vier-zonder            | Brons    |

## Sporten

### Atletiek
Mannen
Loopnummers
| atleet           | onderdeel         | series  | series | kwartfinale | kwartfinale | halve finale   | halve finale   | finale         | finale         |
| atleet           | onderdeel         | tijd    | rang   | tijd        | rang        | tijd           | rang           | tijd           | rang           |
| ---------------- | ----------------- | ------- | ------ | ----------- | ----------- | -------------- | -------------- | -------------- | -------------- |
| Marcus Lawler    | 200 m             | 20,73   | 6      | n.v.t.      | n.v.t.      | niet geplaatst | niet geplaatst | niet geplaatst | niet geplaatst |
| Leon Reid        | 200 m             | 20,53   | 5 q    | n.v.t.      | n.v.t.      | 20,54          | 7              | niet geplaatst | niet geplaatst |
| Mark English     | 800 m             | 1.46,75 | 4      | n.v.t.      | n.v.t.      | niet geplaatst | niet geplaatst | niet geplaatst | niet geplaatst |
| Andrew Coscoran  | 1500 m            | 3.37,11 | 8 q    | n.v.t.      | n.v.t.      | 3.35,84        | 10             | niet geplaatst | niet geplaatst |
| Thomas Barr      | 400 m horden      | 49,02   | 2 Q    | n.v.t.      | n.v.t.      | 48,26          | 4              | niet geplaatst | niet geplaatst |
| David Kenny      | 20km snelwandelen | n.v.t.  | n.v.t. | n.v.t.      | n.v.t.      | n.v.t.         | n.v.t.         | 1:26.54        | 29             |
| Brendan Boyce    | 50km snelwandelen | n.v.t.  | n.v.t. | n.v.t.      | n.v.t.      | n.v.t.         | n.v.t.         | 3:53.40        | 10             |
| Alex Wright      | 50km snelwandelen | n.v.t.  | n.v.t. | n.v.t.      | n.v.t.      | n.v.t.         | n.v.t.         | 4:06.20        | 29             |
| Paul Pollock     | marathon          | n.v.t.  | n.v.t. | n.v.t.      | n.v.t.      | n.v.t.         | n.v.t.         | 2:27.48        | 70             |
| Stephen Scullion | marathon          | n.v.t.  | n.v.t. | n.v.t.      | n.v.t.      | n.v.t.         | n.v.t.         | DNF            | DNF            |
| Kevin Seaward    | marathon          | n.v.t.  | n.v.t. | n.v.t.      | n.v.t.      | n.v.t.         | n.v.t.         | 2:21.45        | 57             |

Vrouwen
Loopnummers
| atlete                  | onderdeel           | series  | series | kwartfinale | kwartfinale | halve finale   | halve finale   | finale         | finale         |
| atlete                  | onderdeel           | tijd    | rang   | tijd        | rang        | tijd           | rang           | tijd           | rang           |
| ----------------------- | ------------------- | ------- | ------ | ----------- | ----------- | -------------- | -------------- | -------------- | -------------- |
| Phil Healy              | 200 m               | 23,21   | 5      | n.v.t.      | n.v.t.      | niet geplaatst | niet geplaatst | niet geplaatst | niet geplaatst |
| Phil Healy              | 400 m               | 51,98   | 4      | n.v.t.      | n.v.t.      | niet geplaatst | niet geplaatst | niet geplaatst | niet geplaatst |
| Síofra Cléirigh Büttner | 800 m               | 2.04,62 | 7      | n.v.t.      | n.v.t.      | niet geplaatst | niet geplaatst | niet geplaatst | niet geplaatst |
| Nadia Power             | 800 m               | 2.03,74 | 7      | n.v.t.      | n.v.t.      | niet geplaatst | niet geplaatst | niet geplaatst | niet geplaatst |
| Louise Shanahan         | 800 m               | 2.03,57 | 7      | n.v.t.      | n.v.t.      | niet geplaatst | niet geplaatst | niet geplaatst | niet geplaatst |
| Sarah Healy             | 1500 m              | 4.09,78 | 11     | n.v.t.      | n.v.t.      | niet geplaatst | niet geplaatst | niet geplaatst | niet geplaatst |
| Ciara Mageean           | 1500 m              | 4.07,29 | 10     | n.v.t.      | n.v.t.      | niet geplaatst | niet geplaatst | niet geplaatst | niet geplaatst |
| Sarah Lavin             | 100 m horden        | 13,16   | 7      | n.v.t.      | n.v.t.      | niet geplaatst | niet geplaatst | niet geplaatst | niet geplaatst |
| Michelle Finn           | 3000 m steeplechase | 9.36,26 | 9      | n.v.t.      | n.v.t.      | n.v.t.         | n.v.t.         | niet geplaatst | niet geplaatst |
| Eilish Flanagan         | 3000 m steeplechase | 9.34,86 | 12     | n.v.t.      | n.v.t.      | n.v.t.         | n.v.t.         | niet geplaatst | niet geplaatst |
| Aoife Cooke             | marathon            | n.v.t.  | n.v.t. | n.v.t.      | n.v.t.      | n.v.t.         | n.v.t.         | DNF            | DNF            |
| Fionnuala McCormack     | marathon            | n.v.t.  | n.v.t. | n.v.t.      | n.v.t.      | n.v.t.         | n.v.t.         | 2:34.09        | 25             |

Gemengd
| atleet                                                                           | onderdeel | series     | series | kwartfinale | kwartfinale | halve finale | halve finale | finale  | finale |
| atleet                                                                           | onderdeel | tijd       | rang   | tijd        | rang        | tijd         | rang         | tijd    | rang   |
| -------------------------------------------------------------------------------- | --------- | ---------- | ------ | ----------- | ----------- | ------------ | ------------ | ------- | ------ |
| Sophie Becker(S-F) Cillin Greene(S-F) Phil Healy(S-F) Christopher O'Donnell(S-F) | 4×400 m   | 3.12,88 NR | 4 q    | n.v.t.      | n.v.t.      | n.v.t.       | n.v.t.       | 3.15,04 | 8      |

### Badminton
Mannen
| atleet      | onderdeel | groepsfase                     | groepsfase                       | groepsfase           | groepsfase | eliminatie           | kwartfinale          | halve finale         | finale / BM          | finale / BM |
| atleet      | onderdeel | tegenstander uitslag           | tegenstander uitslag             | tegenstander uitslag | rang       | tegenstander uitslag | tegenstander uitslag | tegenstander uitslag | tegenstander uitslag | rang        |
| ----------- | --------- | ------------------------------ | -------------------------------- | -------------------- | ---------- | -------------------- | -------------------- | -------------------- | -------------------- | ----------- |
| Nhat Nguyen | enkelspel | N Karunaratne W (21–16, 21–14) | Wang T-W V (12-21, 21-18, 12-21) | n.v.t.               | 2          | niet geplaatst       | niet geplaatst       | niet geplaatst       | niet geplaatst       | 15          |

### Boksen
Mannen
| atleet         | onderdeel        | eerste ronde         | tweede ronde          | kwartfinale          | halve finale             | finale               | rang           |
| atleet         | onderdeel        | tegenstander uitslag | tegenstander uitslag  | tegenstander uitslag | tegenstander uitslag     | tegenstander uitslag | rang           |
| -------------- | ---------------- | -------------------- | --------------------- | -------------------- | ------------------------ | -------------------- | -------------- |
| Brendan Irvine | vlieggewicht     | Paalam V 1 - 4       | niet geplaatst        | niet geplaatst       | niet geplaatst           | niet geplaatst       | niet geplaatst |
| Kurt Walker    | vedergewicht     | Quiles W 5 - 0       | Mirzakhalilov W 4 - 1 | Ragan V 2 - 3        | niet geplaatst           | niet geplaatst       | niet geplaatst |
| Aidan Walsh    | weltergewicht    | bye                  | Mengue W 5 - 0        | Clair W 4 - 1        | Pat McCormack V Walkover | niet geplaatst       | Brons          |
| Emmett Brennan | halfzwaargewicht | Ruzmetov V 0 - 5     | niet geplaatst        | niet geplaatst       | niet geplaatst           | niet geplaatst       | niet geplaatst |

Vrouwen
| atlete            | onderdeel    | eerste ronde         | tweede ronde         | kwartfinale          | halve finale         | finale               | rang           |
| atlete            | onderdeel    | tegenstander uitslag | tegenstander uitslag | tegenstander uitslag | tegenstander uitslag | tegenstander uitslag | rang           |
| ----------------- | ------------ | -------------------- | -------------------- | -------------------- | -------------------- | -------------------- | -------------- |
| Kellie Harrington | lichtgewicht | bye                  | Nicoli W 5 - 0       | Khelif W 5 - 0       | Seesondee W 3 - 2    | Ferreira W 5 - 0     | Goud           |
| Michaela Walsh    | vedergewicht | bye                  | Testa V 1 - 4        | niet geplaatst       | niet geplaatst       | niet geplaatst       | niet geplaatst |
| Aoife O'Rourke    | vedergewicht | n.v.t.               | Li Q V 0 - 5         | niet geplaatst       | niet geplaatst       | niet geplaatst       | niet geplaatst |

### Golf
Mannen
| atleet       | onderdeel | eerste ronde | tweede ronde | derde ronde | vierde ronde | totaal | totaal | totaal |
| atleet       | onderdeel | score        | score        | score       | score        | score  | par    | rang   |
| ------------ | --------- | ------------ | ------------ | ----------- | ------------ | ------ | ------ | ------ |
| Shane Lowry  | mannen    | 70           | 65           | 68          | 70           | 274    | -10    | 22     |
| Rory McIlroy | mannen    | 69           | 66           | 67          | 67           | 269    | -15    | 4      |

Vrouwen
| atlete           | onderdeel | eerste ronde | tweede ronde | derde ronde | vierde ronde | totaal | totaal | totaal |
| atlete           | onderdeel | score        | score        | score       | score        | score  | par    | rang   |
| ---------------- | --------- | ------------ | ------------ | ----------- | ------------ | ------ | ------ | ------ |
| Leona Maguire    | vrouwen   | 71           | 67           | 70          | 71           | 279    | -5     | 23     |
| Stephanie Meadow | vrouwen   | 72           | 66           | 68          | 66           | 272    | -12    | 7      |

### Gymnastiek

#### Turnen
Mannen
| atleet           | onderdeel    | kwalificatie | kwalificatie | kwalificatie | kwalificatie | kwalificatie | kwalificatie | kwalificatie | kwalificatie | finale  | finale  | finale  | finale  | finale  | finale  | finale | finale  |
| atleet           | onderdeel    | toestel      | toestel      | toestel      | toestel      | toestel      | toestel      | totaal       | positie      | toestel | toestel | toestel | toestel | toestel | toestel | totaal | positie |
| atleet           | onderdeel    | vloer        | voltige      | ringen       | sprong       | brug         | rekstok      | totaal       | positie      | vloer   | voltige | ringen  | sprong  | brug    | rekstok | totaal | positie |
| ---------------- | ------------ | ------------ | ------------ | ------------ | ------------ | ------------ | ------------ | ------------ | ------------ | ------- | ------- | ------- | ------- | ------- | ------- | ------ | ------- |
| Rhys McClenaghan | paardvoltige | n.v.t.       | 15,266       | n.v.t.       | n.v.t.       | n.v.t.       | n.v.t.       | 15,266       | 2 Q          | n.v.t.  | 13,100  | n.v.t.  | n.v.t.  | n.v.t.  | n.v.t.  | 13,100 | 7       |

Vrouwen
| atlete     | onderdeel | kwalificatie | kwalificatie | kwalificatie | kwalificatie | kwalificatie | kwalificatie | finale         | finale         | finale         | finale         | finale         | finale         |
| atlete     | onderdeel | toestel      | toestel      | toestel      | toestel      | totaal       | positie      | toestel        | toestel        | toestel        | toestel        | totaal         | positie        |
| atlete     | onderdeel | sprong       | brug         | balk         | vloer        | totaal       | positie      | sprong         | brug           | balk           | vloer          | totaal         | positie        |
| ---------- | --------- | ------------ | ------------ | ------------ | ------------ | ------------ | ------------ | -------------- | -------------- | -------------- | -------------- | -------------- | -------------- |
| Megan Ryan | meerkamp  | 13,200       | 11,533       | 10,466       | 12,000       | 47,199       | 72           | niet geplaatst | niet geplaatst | niet geplaatst | niet geplaatst | niet geplaatst | niet geplaatst |

### Hockey
Vrouwen
| Olympiër | Onderdeel | Resultaat  | Prestatie |
| --- | --------- | ---------- | --------- |
| Kathryn Mullan Elena Tice Roisin Upton Sarah McAuley Nicola Daly Lizzie Colvin Anna O'Flanagan Hannah Matthews Shirley McCay Deirdre Duke Zara Malseed Sarah Hawkshaw Chloe Watkins Ayeisha McFerran Sarah Torrans Hannah McLoughlin | vrouwen   | groepsfase | zie onder |

| Groep |                  |             |             |             |             |            |            |            |        |
| #     | Land             | Wedstrijden | Wedstrijden | Wedstrijden | Wedstrijden | Doelpunten | Doelpunten | Doelpunten | Punten |
| #     | Land             | GW          | W           | G           | V           | V          | T          | Saldo      | Punten |
| 1     | Nederland        | 5           | 5           | 0           | 0           | 18         | 2          | +16        | 15     |
| 2     | Duitsland        | 5           | 4           | 0           | 1           | 13         | 7          | +6         | 12     |
| 3     | Groot-Brittannië | 5           | 3           | 0           | 2           | 11         | 5          | +6         | 9      |
| 4     | India            | 5           | 2           | 0           | 3           | 7          | 14         | -7         | 6      |
| 5     | Ierland          | 5           | 1           | 0           | 4           | 4          | 11         | -7         | 3      |
| 6     | Zuid-Afrika      | 5           | 0           | 0           | 5           | 5          | 19         | -14        | 0      |

| Ronde        | Datum          | Lokale tijd    | MEZT           | Land           | Score            | Land           |  |
| ------------ | -------------- | -------------- | -------------- | -------------- | ---------------- | -------------- |  |
| groepsfase   |                |                |                |                |                  |                |  |
| 24 juli 2021 | 21:15          | 14:15          | Ierland        | 2 - 0          | Zuid-Afrika      |                |  |
| 26 juli 2021 | 10:00          | 03:00          | Nederland      | 4 - 0          | Ierland          |                |  |
| 28 juli 2021 | 12:15          | 05:15          | Duitsland      | 4 - 2          | Ierland          |                |  |
| 30 juli 2021 | 11:45          | 04:45          | Ierland        | 0 - 1          | India            |                |  |
| 31 juli 2021 | 20:45          | 13:45          | Ierland        | 0 - 2          | Groot-Brittannië |                |  |
|              |                |                |                |                |                  |                |  |
| kwartfinale  | niet geplaatst | niet geplaatst | niet geplaatst | niet geplaatst | niet geplaatst   | niet geplaatst |  |
|              |                |                |                |                |                  |                |  |
| halve finale | niet geplaatst | niet geplaatst | niet geplaatst | niet geplaatst | niet geplaatst   | niet geplaatst |  |
|              |                |                |                |                |                  |                |  |
| finale       | niet geplaatst | niet geplaatst | niet geplaatst | niet geplaatst | niet geplaatst   | niet geplaatst |  |

### Judo
Mannen
| atleet            | onderdeel | eerste ronde         | tweede ronde         | derde ronde          | kwartfinale          | halve finale         | herkansing           | finale / BM          | finale / BM    |
| atleet            | onderdeel | tegenstander uitslag | tegenstander uitslag | tegenstander uitslag | tegenstander uitslag | tegenstander uitslag | tegenstander uitslag | tegenstander uitslag | rang           |
| ----------------- | --------- | -------------------- | -------------------- | -------------------- | -------------------- | -------------------- | -------------------- | -------------------- | -------------- |
| Benjamin Fletcher | −100 kg   | n.v.t.               | Khurramov V 00 - 01  | niet geplaatst       | niet geplaatst       | niet geplaatst       | niet geplaatst       | niet geplaatst       | niet geplaatst |

Vrouwen
| atleet         | onderdeel | eerste ronde         | tweede ronde         | derde ronde          | kwartfinale          | halve finale         | herkansing           | finale / BM          | finale / BM    |
| atleet         | onderdeel | tegenstander uitslag | tegenstander uitslag | tegenstander uitslag | tegenstander uitslag | tegenstander uitslag | tegenstander uitslag | tegenstander uitslag | rang           |
| -------------- | --------- | -------------------- | -------------------- | -------------------- | -------------------- | -------------------- | -------------------- | -------------------- | -------------- |
| Megan Fletcher | −70 kg    | n.v.t.               | Polleres V 00 - 01   | niet geplaatst       | niet geplaatst       | niet geplaatst       | niet geplaatst       | niet geplaatst       | niet geplaatst |

### Kanovaren

#### Slalom
Mannen
| atleet     | onderdeel  | series | series | series | series | series    | series | halve finale | halve finale | finale         | finale         |
| atleet     | onderdeel  | run 1  | rang   | run 2  | rang   | beste run | rang   | tijd         | rang         | tijd           | rang           |
| ---------- | ---------- | ------ | ------ | ------ | ------ | --------- | ------ | ------------ | ------------ | -------------- | -------------- |
| Liam Jegou | C-1 slalom | 174,57 | 18     | 104,40 | 9      | 104,40    | 11 Q   | 208,39       | 15           | niet geplaatst | niet geplaatst |

### Moderne vijfkamp
Vrouwen
| atlete        | onderdeel        | schermen (degen) | schermen (degen) | schermen (degen) | schermen (degen) | zwemmen (200 m vrije slag) | zwemmen (200 m vrije slag) | zwemmen (200 m vrije slag) | paardrijden (springen) | paardrijden (springen) | paardrijden (springen) | combinatie: schieten/lopen (10 m luchtpistool)/(3200 m) | combinatie: schieten/lopen (10 m luchtpistool)/(3200 m) | combinatie: schieten/lopen (10 m luchtpistool)/(3200 m) | totaal punten | rang |
| atlete        | onderdeel        | RR               | BR               | rang             | punten           | tijd                       | rang                       | punten                     | strafpunten            | rang                   | punten                 | tijd                                                    | rang                                                    | punten                                                  | totaal punten | rang |
| ------------- | ---------------- | ---------------- | ---------------- | ---------------- | ---------------- | -------------------------- | -------------------------- | -------------------------- | ---------------------- | ---------------------- | ---------------------- | ------------------------------------------------------- | ------------------------------------------------------- | ------------------------------------------------------- | ------------- | ---- |
| Natalya Coyle | moderne vijfkamp | 23-11            | 1                | 3                | 239              | 2.13,88                    | 13                         | 283                        | 66                     | 28                     | 234                    | 13.08,51                                                | 28                                                      | 512                                                     | 1268          | 24   |

### Paardensport

#### Dressuur
| ruiter         | paard   | onderdeel   | Grand Prix | Grand Prix | Grand Prix Special | Grand Prix Special | Grand Prix Freestyle | Grand Prix Freestyle | totaal         | totaal         |
| ruiter         | paard   | onderdeel   | score      | rang       | score              | rang               | technisch            | artistiek            | uitslag        | rang           |
| -------------- | ------- | ----------- | ---------- | ---------- | ------------------ | ------------------ | -------------------- | -------------------- | -------------- | -------------- |
| Heike Holstein | Sambuca | individueel | 68,432     | 37         | n.v.t.             | n.v.t.             | niet geplaatst       | niet geplaatst       | niet geplaatst | niet geplaatst |

#### Eventing
Austin O'Connor en Colorado Blue reisden mee naar Tokio als reserve, maar vervingen Cathal Daniels en Rioghan Rua vlak voor de competitie begon.
| ruiter                                 | paard              | onderdeel   | dressuur    | dressuur | cross-country | cross-country | cross-country | springen     | springen     | springen     | springen       | springen       | springen       | totaal      | totaal |
| ruiter                                 | paard              | onderdeel   | dressuur    | dressuur | cross-country | cross-country | cross-country | kwalificatie | kwalificatie | kwalificatie | finale         | finale         | finale         | totaal      | totaal |
| ruiter                                 | paard              | onderdeel   | strafpunten | rang     | strafpunten   | totaal        | rang          | strafpunten  | totaal       | rang         | strafpunten    | totaal         | rang           | strafpunten | rang   |
| -------------------------------------- | ------------------ | ----------- | ----------- | -------- | ------------- | ------------- | ------------- | ------------ | ------------ | ------------ | -------------- | -------------- | -------------- | ----------- | ------ |
| Sarah Ennis                            | Woodcourt Garrison | individueel | 38,10       | 50       | 37,60         | 75,70         | 41            | 4,00         | 79,70        | 36           | niet geplaatst | niet geplaatst | niet geplaatst | 79,70       | 36     |
| Austin O'Connor                        | Colorado Blue      | individueel | 38,00       | 49       | 0,00          | 38,00         | 20            | 4,00         | 42,00        | 18 Q         | 4,00           | 46,00          | 13             | 46,00       | 13     |
| Sam Watson                             | Flamenco           | individueel | 34,30       | 38       | 13,00         | 47,30         | 31            | 8,00         | 55,30        | 30           | niet geplaatst | niet geplaatst | niet geplaatst | 55,30       | 30     |
| Sarah Ennis Austin O'Connor Sam Watson | zie hierboven      | team        | 110,40      | 13       | 50,60         | 161,00        | 8             | 16,00        | 177,00       | 8            | n.v.t.         | n.v.t.         | n.v.t.         | 177,00      | 8      |

#### Springen
Shane Sweetman en Alejandro reisden mee af naar Tokio als reserve. Ze vervingen Cian O'Connor en Kilkenny voor de teamcompetitie.
| ruiter                                     | paard                           | onderdeel   | kwalificatie | kwalificatie | finale         | finale         | finale         |
| ruiter                                     | paard                           | onderdeel   | strafpunten  | rang         | strafpunten    | tijd           | rang           |
| ------------------------------------------ | ------------------------------- | ----------- | ------------ | ------------ | -------------- | -------------- | -------------- |
| Bertram Allen                              | Pacino Amiro                    | individueel | 0            | 1 Q          | 8              | 86,64          | 15             |
| Darragh Kenny                              | Cartello                        | individueel | 0            | 1 Q          | 8              | 85,11          | 17             |
| Cian O'Connor                              | Kilkenny                        | individueel | 0            | 1 Q          | 1              | 88,45          | 7              |
| Bertram Allen Darragh Kenny Shane Sweetnam | Alejandro Pacino Amiro Cartello | team        | EL           | EL           | niet geplaatst | niet geplaatst | niet geplaatst |

### Roeien
Mannen
| atleet                         | onderdeel          | series  | series | herkansingen | herkansingen | kwartfinale | kwartfinale | halve finale | halve finale | finale  | finale |
| atleet                         | onderdeel          | tijd    | rang   | tijd         | rang         | tijd        | rang        | tijd         | rang         | tijd    | rang   |
| ------------------------------ | ------------------ | ------- | ------ | ------------ | ------------ | ----------- | ----------- | ------------ | ------------ | ------- | ------ |
| Paul O'Donovan Fintan McCarthy | lichte dubbel-twee | 6.23,74 | 1 HA/B | bye          | bye          | n.v.t.      | n.v.t.      | 6.05,33 WR   | 1 FA         | 6.06,43 | Goud   |
| Philip Doyle Ronan Byrne       | dubbel-twee        | 6.14,40 | 4 H    | 6.29,90      | 3 HA/B       | n.v.t.      | n.v.t.      | 6.49,06      | 12 FB        | 6.16,89 | 10     |

Vrouwen
| atlete                                                | onderdeel          | series  | series | herkansingen | herkansingen | kwartfinale | kwartfinale | halve finale | halve finale | finale  | finale |
| atlete                                                | onderdeel          | tijd    | rang   | tijd         | rang         | tijd        | rang        | tijd         | rang         | tijd    | rang   |
| ----------------------------------------------------- | ------------------ | ------- | ------ | ------------ | ------------ | ----------- | ----------- | ------------ | ------------ | ------- | ------ |
| Sanita Pušpure                                        | skiff              | 7.46,08 | 1 KF   | bye          | bye          | 7.58,30     | 1 HA/B      | 7.34,40      | 9 FB         | DNS     | 12     |
| Aoife Casey Margaret Cremen                           | lichte dubbel-twee | 7.17,67 | 5 H    | 7.23,46      | 3 HA/B       | n.v.t.      | n.v.t.      | 6.49,24      | 9 FB         | 6.49,90 | 8      |
| Aileen Crowley Monika Dukarska                        | twee-zonder        | 7.23,71 | 4 H    | 7.31,00      | 3 HA/B       | n.v.t.      | n.v.t.      | 7.06,07      | 11 FB        | 7.02,22 | 11     |
| Aifric Keogh Eimear Lambe Fiona Murtagh Emily Hegarty | vier-zonder        | 6.28,94 | 2 FA   | bye          | bye          | n.v.t.      | n.v.t.      | n.v.t.       | n.v.t.       | 6.20,48 | Brons  |

Legenda: FA=finale A (medailles); FB=finale B (geen medailles); FC=finale C (geen medailles); FD=finale D (geen medailles); FE=finale E (geen medailles); FF=finale F (geen medailles); HA/B=halve finale A/B; HC/D=halve finale C/D; HE/F=halve finale E/F; KF=kwartfinale; H=herkansing

### Rugby
Mannen
| Olympiër | Discipline | Resultaat | Prestatie |
| --- | ---------- | --------- | --- |
| Jack Kelly Adam Leavy Harry McNulty Foster Horan Ian Fitzpatrick Billy Dardis Jordan Conroy Greg O'Shea Mark Roche Terry Kennedy Hugo Lennox Gavin Mullin Bryan Mollen | mannen     | 10        | Groepsfase Verloren van Zuid-Afrika 33 - 14 Verloren van Verenigde Staten 19 - 17 Gewonnen van Kenia 7 - 12 Kwartfinale niet geplaatst Plaatsing 9 tot 12 Gewonnen van Zuid-Korea 31 - 0 Wedstrijd om plaats 9 Verloren van Kenia 0 - 22 |

### Schietsport
Mannen
| atleet        | onderdeel | kwalificaties | kwalificaties | finale         | finale         |
| atleet        | onderdeel | punten        | rang          | punten         | rang           |
| ------------- | --------- | ------------- | ------------- | -------------- | -------------- |
| Derek Burnett | trap      | 118           | 26            | niet geplaatst | niet geplaatst |

### Schoonspringen
Mannen
| atleet         | onderdeel | series | series | halve finale   | halve finale   | finale         | finale         |
| atleet         | onderdeel | punten | rang   | punten         | rang           | punten         | rang           |
| -------------- | --------- | ------ | ------ | -------------- | -------------- | -------------- | -------------- |
| Oliver Dingley | 3 m plank | 335,00 | 25     | niet geplaatst | niet geplaatst | niet geplaatst | niet geplaatst |

Vrouwen
| atlete       | onderdeel  | series | series | halve finale | halve finale | finale         | finale         |
| atlete       | onderdeel  | punten | rang   | punten       | rang         | punten         | rang           |
| ------------ | ---------- | ------ | ------ | ------------ | ------------ | -------------- | -------------- |
| Tanya Watson | 10 m toren | 289,40 | 16 Q   | 278,15       | 15           | niet geplaatst | niet geplaatst |

### Taekwondo
Mannen
| atleet       | onderdeel | eerste ronde         | kwartfinale          | halve finale         | herkansing           | finale / BM          | finale / BM    |
| atleet       | onderdeel | tegenstander uitslag | tegenstander uitslag | tegenstander uitslag | tegenstander uitslag | tegenstander uitslag | rang           |
| ------------ | --------- | -------------------- | -------------------- | -------------------- | -------------------- | -------------------- | -------------- |
| Jack Woolley | -58 kg    | Guzmán V 19-22       | niet geplaatst       | niet geplaatst       | niet geplaatst       | niet geplaatst       | niet geplaatst |

### Triatlon
Individueel
| Atleet        | Evenement | Zwemmen(1.5 km) | Rang 1 | Fietsen (40 km) | Rang 2 | Lopen(10 km) | Totaal Tijd | Ranking |
| ------------- | --------- | --------------- | ------ | --------------- | ------ | ------------ | ----------- | ------- |
| Russell White | Mannen    | 18:35           |        | 57:40           |        | 37:05        | 1:54:40     | 48      |
| Carolyn Hayes | Vrouwen   | 20:10           |        | 1:06:04         |        | 34:43        | 2:02:10     | 23      |

### Wielersport

#### Baanwielrennen
Mannen
Koppelkoers
| atleet                    | onderdeel   | punten | rondes | rang |
| ------------------------- | ----------- | ------ | ------ | ---- |
| Mark Downey Felix English | koppelkoers | DNF    | DNF    | DNF  |

Omnium
| atleet      | onderdeel | scratchrace | scratchrace | temporace | temporace | afvalrace | afvalrace | puntenrace | puntenrace | totaal punten | rang |
| atleet      | onderdeel | rang        | punten      | rang      | punten    | rang      | punten    | rang       | punten     | totaal punten | rang |
| ----------- | --------- | ----------- | ----------- | --------- | --------- | --------- | --------- | ---------- | ---------- | ------------- | ---- |
| Mark Downey | omnium    | 16          | 10          | 19        | 4         | 19        | 4         |            | 0          | 18            | 17   |

Vrouwen
Koppelkoers
| atlete                     | onderdeel   | punten         | rondes         | rang           |
| -------------------------- | ----------- | -------------- | -------------- | -------------- |
| Emily Kay Shannon McCurley | koppelkoers | niet gefinisht | niet gefinisht | niet gefinisht |

Omnium
| atlete    | onderdeel | scratchrace | scratchrace | temporace | temporace | afvalrace | afvalrace | puntenrace | puntenrace | totaal punten | rang |
| atlete    | onderdeel | rang        | punten      | rang      | punten    | rang      | punten    | rang       | punten     | totaal punten | rang |
| --------- | --------- | ----------- | ----------- | --------- | --------- | --------- | --------- | ---------- | ---------- | ------------- | ---- |
| Emily Kay | omnium    | 13          | 16          | 13        | 16        | 9         | 24        |            | 0          | 56            | 13   |

#### Wegwielrennen
Mannen
| atleet        | onderdeel    | tijd       | rang |
| ------------- | ------------ | ---------- | ---- |
| Nicolas Roche | wegwedstrijd | 6:21:46    | 75   |
| Nicolas Roche | tijdrit      | 1:01:23,13 | 28   |
| Daniel Martin | wegwedstrijd | 6:09:04    | 16   |
| Eddie Dunbar  | wegwedstrijd | 6:21:46    | 76   |

### Zeilen
Mannen
| atleet                        | onderdeel | race | race | race | race | race   | race   | race | race | race | race | race | race | race           | netto punten | eindnotering |
| atleet                        | onderdeel | 1    | 2    | 3    | 4    | 5      | 6      | 7    | 8    | 9    | 10   | 11   | 12   | M              | netto punten | eindnotering |
| ----------------------------- | --------- | ---- | ---- | ---- | ---- | ------ | ------ | ---- | ---- | ---- | ---- | ---- | ---- | -------------- | ------------ | ------------ |
| Robert Dickson Sean Waddilove | 49er      | 1    | 12   | 11   | 13   | 20 DSQ | 20 DSQ | 8    | 18   | 8    | 3    | 17   | 1    | niet geplaatst | 112          | 13           |

Vrouwen
| atleet          | onderdeel    | race | race | race | race | race | race | race | race | race | race | race   | race   | race           | netto punten | eindnotering |
| atleet          | onderdeel    | 1    | 2    | 3    | 4    | 5    | 6    | 7    | 8    | 9    | 10   | 11     | 12     | M              | netto punten | eindnotering |
| --------------- | ------------ | ---- | ---- | ---- | ---- | ---- | ---- | ---- | ---- | ---- | ---- | ------ | ------ | -------------- | ------------ | ------------ |
| Annalise Murphy | Laser Radial | 35   | 12   | 24   | 37   | 9    | 10   | 1    | 2    | 30   | 40   | n.v.t. | n.v.t. | niet geplaatst | 160          | 18           |

### Zwemmen
Mannen
| atleet                                                | onderdeel          | series      | series | halve finale   | halve finale   | finale         | finale         |
| atleet                                                | onderdeel          | tijd        | rang   | tijd           | rang           | tijd           | rang           |
| ----------------------------------------------------- | ------------------ | ----------- | ------ | -------------- | -------------- | -------------- | -------------- |
| Shane Ryan                                            | 100 m rugslag      | DNS         | DNS    | niet geplaatst | niet geplaatst | niet geplaatst | niet geplaatst |
| Shane Ryan                                            | 100 m vlinderslag  | 52,52 NR    | 37     | niet geplaatst | niet geplaatst | niet geplaatst | niet geplaatst |
| Brendan Hyland                                        | 200 m vlinderslag  | 1.57,09     | 23     | niet geplaatst | niet geplaatst | niet geplaatst | niet geplaatst |
| Darragh Greene                                        | 100 m schoolslag   | 1.00,30     | 29     | niet geplaatst | niet geplaatst | niet geplaatst | niet geplaatst |
| Darragh Greene                                        | 200 m schoolslag   | 2.11,09     | 23     | niet geplaatst | niet geplaatst | niet geplaatst | niet geplaatst |
| Daniel Wiffen                                         | 800 m vrije slag   | 7.51,65 NR  | 14     | n.v.t.         | n.v.t.         | niet geplaatst | niet geplaatst |
| Daniel Wiffen                                         | 1500 m vrije slag  | 15.07,69 NR | 20     | n.v.t.         | n.v.t.         | niet geplaatst | niet geplaatst |
| Brendan Hyland Finn McGeever Jack McMillan Shane Ryan | 4x200 m vrije slag | 7.15,48     | 14     | n.v.t.         | n.v.t.         | niet geplaatst | niet geplaatst |

Vrouwen
| atleet        | onderdeel         | series     | series | halve finale   | halve finale   | finale         | finale         |
| atleet        | onderdeel         | tijd       | rang   | tijd           | rang           | tijd           | rang           |
| ------------- | ----------------- | ---------- | ------ | -------------- | -------------- | -------------- | -------------- |
| Danielle Hill | 50 m vrije slag   | 25,70      | 33     | niet geplaatst | niet geplaatst | niet geplaatst | niet geplaatst |
| Danielle Hill | 100 m rugslag     | 1.00,86    | 25     | niet geplaatst | niet geplaatst | niet geplaatst | niet geplaatst |
| Mona McSharry | 100 m schoolslag  | 1.06,39    | 9 Q    | 1.06,59        | 8 Q            | 1.06,94        | 8              |
| Mona McSharry | 200 m schoolslag  | 2.25,08 NR | 20     | niet geplaatst | niet geplaatst | niet geplaatst | niet geplaatst |
| Ellen Walshe  | 100 m vlinderslag | 59,35      | 24     | niet geplaatst | niet geplaatst | niet geplaatst | niet geplaatst |
| Ellen Walshe  | 200 m vrije slag  | 2.13,34    | 19     | niet geplaatst | niet geplaatst | niet geplaatst | niet geplaatst |